# Okanese 82
Okanese 82 är ett reservat i Kanada.   Det ligger i provinsen Saskatchewan, i den sydöstra delen av landet, 2 100 km väster om huvudstaden Ottawa.
Trakten runt Okanese 82 består till största delen av jordbruksmark. Runt Okanese 82 är det mycket glesbefolkat, med 2 invånare per kvadratkilometer.